# Jagdgeschwader 20
Jagdgeschwader 20 (dobesedno slovensko: Lovski polk 20; kratica JG 20) je bil lovski letalski polk (Geschwader) v sestavi nemške Luftwaffe med drugo svetovno vojno.

## Organizacija
- štab
- I. skupina

## Vodstvo polka
Poveljniki polka (Geschwaderkommodore)
- Major Siegfried Lehmann: julij 1939 - 18. september 1939
- Hauptmann Hannes Trautloft: 19. september 1939 - 4. julij 1940